# Feldbahn des Sodawerkes Staßfurt
| Zug der Feldbahn |                     |                                              |                                              |
| |                     |                                              |                                              |
| Streckenlänge: | 2 km                |                                              |                                              |
| Spurweite: | 600 mm (Schmalspur) |                                              |                                              |
| Stromsystem: | 520 V ~             |                                              |                                              |
| Streckengeschwindigkeit: | 25 km/h             |                                              |                                              |
| |                     |                                              |                                              |
| \| \| 0,0 \| Verladebunker Verladung vom Tagebau \| Verladebunker Verladung vom Tagebau \| \| \| \| von der Grube Förderstedt \| \| \| \| \| Verladestraße der Feldbahn \| \| \| \| \| Bahnstrecke Schönebeck–Güsten \| \| \| \| \| Butterwecker Weg \| \| \| \| \| normalspurige Eisenbahn vom Bahnhof Staßfurt \| \| \| \| 2,0 \| Sodawerk Staßfurt \| Sodawerk Staßfurt \| \| \| \| normalspurige Eisenbahn nach Löderburg \| \| |                     |                                              |                                              |
| Betriebs-/Güterbahnhof Streckenanfang | 0,0                 | Verladebunker Verladung vom Tagebau          | Verladebunker Verladung vom Tagebau          |
| Abzweig geradeaus und ehemals von rechts |                     | von der Grube Förderstedt                    | von der Grube Förderstedt                    |
| Bahnübergang |                     | Verladestraße der Feldbahn                   | Verladestraße der Feldbahn                   |
| Kreuzung geradeaus oben |                     | Bahnstrecke Schönebeck–Güsten                | Bahnstrecke Schönebeck–Güsten                |
| Bahnübergang |                     | Butterwecker Weg                             | Butterwecker Weg                             |
| Strecke · Strecke von links (außer Betrieb) |                     | normalspurige Eisenbahn vom Bahnhof Staßfurt | normalspurige Eisenbahn vom Bahnhof Staßfurt |
| Betriebs-/Güterbahnhof Streckenende · Dienststation / Betriebs- oder Güterbahnhof (Strecke außer Betrieb) | 2,0                 | Sodawerk Staßfurt                            | Sodawerk Staßfurt                            |
| Strecke nach links (außer Betrieb) |                     | normalspurige Eisenbahn nach Löderburg       | normalspurige Eisenbahn nach Löderburg       |

Die Feldbahn des Sodawerkes Staßfurt ist eine Lorenbahn in Staßfurt im Salzlandkreis in Sachsen-Anhalt, die dem Transport von Kalkstein dient. Ihre Spurweite beträgt 600 mm. Die Strecke ist eingleisig, elektrifiziert und wird dementsprechend mit Elektrolokomotiven betrieben.

## Förderung der Rohstoffe
Für die Herstellung von Soda werden im Wesentlichen drei Rohstoffe benötigt: Steinsalz, Kalkstein und Kohle. Die elektrische Feldbahn des Sodawerkes Staßfurt dient der Beförderung von Kalkstein aus dem werkseigenen Steinbruch. Der Kalkstein wird im Tagebau gewonnen, über einen Brecher zerkleinert und in einem Verladebunker, der sich abseits des Tagebaus befindet, zwischengelagert.

## Geschichte
Das große Sodavorkommen veranlasste die Chemische Fabrik Magdeburg-Buckau AG, am 27. Juli 1882 ein Tochterunternehmen in Staßfurt zu gründen. Bereits in der Anfangszeit herrschte ein so großer Bedarf an Kalkstein, dass die Pferdegespanne mit der Förderung nicht mehr nachkamen und der Bedarf der Firma nicht gedeckt werden konnte. Die Aktiengesellschaft entschloss sich daraufhin, eine Feldbahn zu bauen, um das Gestein aus den Gruben bei Staßfurt und Förderstedt effektiver zum Sodawerk transportieren zu können.
Die Jahresproduktion des Sodawerkes Staßfurt GmbH & Co. KG liegt bei über 430.000 Tonnen Leichtsoda.

## Streckenverlauf und Betrieb

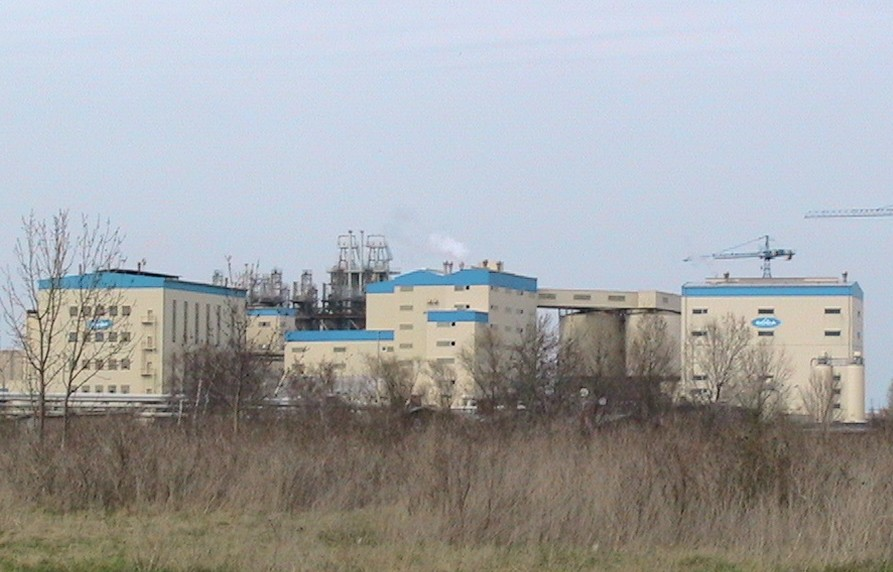
Das Sodawerk in Staßfurt

Am Verladebunker, dem Ausgangspunkt der Feldbahn, befindet sich ein geräumiger Lokschuppen mit Werkstatt, in dem sechs Lokomotiven des LEW-Typs EL 12 untergebracht sind. Der Einsatzbedarf liegt allerdings nur bei drei Maschinen täglich, die rund um die Uhr im Zweizugbetrieb verkehren. Die Züge bestehen aus Ellok und vier Drehgestell-Selbstentladewagen. Die Bahn wird bedarfsweise auch an Wochenenden und Feiertagen betrieben.
Lokschuppen und Verladebunker der Kalksteingrube befinden sich unmittelbar neben der Landesstraße von Staßfurt nach Förderstedt. Die anschließende Feldbahnstrecke verläuft bis auf die Überführung über die Bahnstrecke Schönebeck–Güsten neben der Ladestraße zum Sodawerk, wo die Schüttgutwagen über eine Rampe entladen werden.
Eine der Lokomotiven ist ganzjährig mit einem fest angebauten Schneepflug versehen.

## Weitere Bahnen des Sodawerks
In das Sodawerk Staßfurt führte vom Bahnhof Staßfurt eine normalspurige Anschlussbahn, die von Dampfspeicherlokomotiven des Werkes befahren wurde. 2001 wurden täglich ein bis zwei von drei verfügbaren Lokomotiven eingesetzt.
Bis 1992 gab es ein werksinternes Dieselnetz mit 600 mm Spurweite. Dort wurden zuletzt fünf Lokomotiven des Typs LKM Ns2f eingesetzt.